# L'amor d'Erika Ewald
L'amor d'Erika Ewald (títol original en alemany: Die Liebe der Erika Ewald) és una novel·la breu de l'etapa primerenca de Stefan Zweig. Publicada en 1904 en alemany, ha estat traduïda a diverses llengües.

## Argument
Erika Ewald és una professora de piano que viu atrapada en una existència solitària i monòtona fins que coneix un violinista amb qui comença una relació amorosa. Aquesta relació al principi és solament platònica, ja que es reuneixen i parlen de música i gaudeixen de la mútua companyia, fins que ella es va enamorant i creix el seu desig físic. El violonista intenta consolidar la relació però Erika s'allunya espantada. Quan finalment ella accepta fer un pas més, ell la menysprea i inicia una relació amb una cantant d'òpera, a qui converteix en la seva amant pública. Erika planeja venjança entregant-se a un altre home però no pot vèncer els seus propis sentiments i la por al pecat.

## Anàlisi
El tema principal del llibre és la possibilitat d'un amor per a tota la vida i si aquest és real o només un producte de la pròpia voluntat. Per això el pes de la trama no recau tant en els encontres de la parella sinó en l'anàlisi dels sentiments d'ella. Erika s'assimila a altres figures femenines tràgiques deZweig, com l'Edith de la posterior La impaciència del cor, on igual que en la present novel·la una dona treu tota la força de la seva passió i és capaç de causar la destrucció dels qui l'envolten o d'ella mateixa per no renunciar als seus afanys. L'amor ha de mantenir l'equilibri entre l'atracció física (que primerament ella tem i després acaba buscant per ser rebutjada pel músic) i l'amistat o comunió d'interessos. La repressió sexual femenina dificulta encara més la relació, que malgrat la correspondència inicial acaba malament per no coincidir en el temps les necessitats dels dos joves. El tòpic del tempus fugit tenyeix de malenconia la novel·la, que està narrada amb una veu distant i de vegades irònica.

## Traducció al català
Aquesta obra ha estat traduïda al català per Clara Formosa, l'any 2020, dins la col·lecció Petits Plaers.
L'amor d'Erika Ewald. Viena Edicions. Col·lecció Petits Plaers. 120 p. Traductora Clara Formosa. ISBN 9788417998592. Barcelona, 2020.